# الساحل الشمالي لخليج سان لوران (كيبك)
الساحل الشمالي لخليج سان لوران (بالإنجليزية: Côte-Nord-du-Golfe-du-Saint-Laurent, Quebec)‏ هي بلدية محلية في كيبيك تقع في كندا في Le Golfe-du-Saint-Laurent Regional County Municipality.[بحاجة لمصدر]  يقدر عدد سكانها بـ 971 نسمة ومساحتها 3,070.30 كم2 .

## المناخ
يظهر الجدول التالي التغييرات المناخية على مدار السنة لالساحل الشمالي لخليج سان لوران:
| البيانات المناخية لـالساحل الشمالي لخليج سان لوران | البيانات المناخية لـالساحل الشمالي لخليج سان لوران | البيانات المناخية لـالساحل الشمالي لخليج سان لوران | البيانات المناخية لـالساحل الشمالي لخليج سان لوران | البيانات المناخية لـالساحل الشمالي لخليج سان لوران | البيانات المناخية لـالساحل الشمالي لخليج سان لوران | البيانات المناخية لـالساحل الشمالي لخليج سان لوران | البيانات المناخية لـالساحل الشمالي لخليج سان لوران | البيانات المناخية لـالساحل الشمالي لخليج سان لوران | البيانات المناخية لـالساحل الشمالي لخليج سان لوران | البيانات المناخية لـالساحل الشمالي لخليج سان لوران | البيانات المناخية لـالساحل الشمالي لخليج سان لوران | البيانات المناخية لـالساحل الشمالي لخليج سان لوران | البيانات المناخية لـالساحل الشمالي لخليج سان لوران |
| الشهر                                              | يناير                                              | فبراير                                             | مارس                                               | أبريل                                              | مايو                                               | يونيو                                              | يوليو                                              | أغسطس                                              | سبتمبر                                             | أكتوبر                                             | نوفمبر                                             | ديسمبر                                             | المعدل السنوي                                      |
| -------------------------------------------------- | -------------------------------------------------- | -------------------------------------------------- | -------------------------------------------------- | -------------------------------------------------- | -------------------------------------------------- | -------------------------------------------------- | -------------------------------------------------- | -------------------------------------------------- | -------------------------------------------------- | -------------------------------------------------- | -------------------------------------------------- | -------------------------------------------------- | -------------------------------------------------- |
| الدرجة القصوى °م (°ف)                              | 6.1 (43.0)                                         | 6.1 (43.0)                                         | 15 (59)                                            | 12.8 (55.0)                                        | 21 (70)                                            | 32.8 (91.0)                                        | 31.7 (89.1)                                        | 30 (86)                                            | 28.9 (84.0)                                        | 20.6 (69.1)                                        | 16.1 (61.0)                                        | 8.9 (48.0)                                         | 32.8 (91.0)                                        |
| متوسط درجة الحرارة الكبرى °م (°ف)                  | −8.3 (17.1)                                        | −7.1 (19.2)                                        | −1.8 (28.8)                                        | 3.3 (37.9)                                         | 8.8 (47.8)                                         | 14.4 (57.9)                                        | 18.8 (65.8)                                        | 18.7 (65.7)                                        | 14.5 (58.1)                                        | 8.3 (46.9)                                         | 2.1 (35.8)                                         | −5.2 (22.6)                                        | 5.6 (42.1)                                         |
| المتوسط اليومي °م (°ف)                             | −14 (7)                                            | −12.9 (8.8)                                        | −7.2 (19.0)                                        | −0.7 (30.7)                                        | 4.6 (40.3)                                         | 9.7 (49.5)                                         | 14 (57)                                            | 13.9 (57.0)                                        | 9.8 (49.6)                                         | 4.1 (39.4)                                         | −1.6 (29.1)                                        | −10.1 (13.8)                                       | 0.8 (33.4)                                         |
| متوسط درجة الحرارة الصغرى °م (°ف)                  | −19.6 (−3.3)                                       | −18.6 (−1.5)                                       | −12.5 (9.5)                                        | −4.7 (23.5)                                        | 0.4 (32.7)                                         | 4.9 (40.8)                                         | 9.1 (48.4)                                         | 9.1 (48.4)                                         | 5.1 (41.2)                                         | −0.1 (31.8)                                        | −5.4 (22.3)                                        | −14.9 (5.2)                                        | −3.9 (25.0)                                        |
| أدنى درجة حرارة °م (°ف)                            | −38.9 (−38.0)                                      | −39.5 (−39.1)                                      | −35 (−31)                                          | −27 (−17)                                          | −13.3 (8.1)                                        | −2.8 (27.0)                                        | −0.6 (30.9)                                        | −1.1 (30.0)                                        | −5 (23)                                            | −14.4 (6.1)                                        | −22.2 (−8.0)                                       | −35.6 (−32.1)                                      | −39.5 (−39.1)                                      |
| الهطول مم (إنش)                                    | 78.1 (3.07)                                        | 52.6 (2.07)                                        | 73.1 (2.88)                                        | 78.5 (3.09)                                        | 97.7 (3.85)                                        | 112.1 (4.41)                                       | 111.4 (4.39)                                       | 111.9 (4.41)                                       | 128.3 (5.05)                                       | 129.9 (5.11)                                       | 116.9 (4.60)                                       | 102.8 (4.05)                                       | 1٬193٫3 (46.98)                                    |
| معدل هطول الأمطار مم (إنش)                         | 19.5 (0.77)                                        | 7.3 (0.29)                                         | 25.9 (1.02)                                        | 47.2 (1.86)                                        | 92.3 (3.63)                                        | 111.7 (4.40)                                       | 111.4 (4.39)                                       | 111.9 (4.41)                                       | 128.3 (5.05)                                       | 124.6 (4.91)                                       | 85.4 (3.36)                                        | 33.3 (1.31)                                        | 898.8 (35.4)                                       |
| متوسط تساقط الثلوج سم (إنش)                        | 58.6 (23.1)                                        | 45.3 (17.8)                                        | 47.2 (18.6)                                        | 31.4 (12.4)                                        | 5.4 (2.1)                                          | 0.4 (0.2)                                          | 0.0 (0.0)                                          | 0.0 (0.0)                                          | 0.0 (0.0)                                          | 5.2 (2.0)                                          | 31.5 (12.4)                                        | 69.5 (27.4)                                        | 294.5 (116)                                        |
| متوسط أيام هطول الأمطار (≥ 0.2 mm)                 | 9.7                                                | 7.2                                                | 8.2                                                | 8.0                                                | 8.6                                                | 8.8                                                | 9.0                                                | 9.4                                                | 10.3                                               | 10.5                                               | 9.8                                                | 10.8                                               | 110.3                                              |
| متوسط الأيام الممطرة (≥ 0.2 mm)                    | 1.6                                                | 0.8                                                | 1.8                                                | 4.0                                                | 7.9                                                | 8.8                                                | 9.0                                                | 9.4                                                | 10.3                                               | 9.9                                                | 5.8                                                | 2.4                                                | 71.7                                               |
| متوسط الأيام المثلجة (≥ 0.2 cm)                    | 8.4                                                | 6.6                                                | 6.7                                                | 4.1                                                | 0.9                                                | 0.0                                                | 0.0                                                | 0.0                                                | 0.0                                                | 0.8                                                | 4.5                                                | 8.7                                                | 40.7                                               |
| المصدر: Environment Canada                         |                                                    |                                                    |                                                    |                                                    |                                                    |                                                    |                                                    |                                                    |                                                    |                                                    |                                                    |                                                    |                                                    |